# Martyna Klekot
Martyna Klekot (ur. 1 lipca 1988 w Blachowni) – polska kolarka szosowa, przełajowa i MTB, zawodniczka zespołu TKK Pacific Nestle Toruń Fitness, członkini Kolarskiej Kadry Narodowej.

## Kariera sportowa
Pierwszy wyścig kolarski, w którym wzięła udział odbył się w 2000 roku w Częstochowie. Od tego też roku została zawodniczką klubu kolarskiego Kolejarz Jura Częstochowa. Od początku jej kariery ścigała się w wyścigach przełajowych, MTB i w wyścigach szosowych. Zdobyła kilkanaście medali Mistrzostw Śląska, medale Mistrzostw Polski i odniosła wiele zwycięstw w różnych klasyfikacjach generalnych, Akademicka Mistrzyni Świata w kolarstwie 2014. Od 2009 roku jest w ścisłej Kolarskiej Kadrze Narodowej. 1 stycznia 2016 została zawodniczką  klubu kolarskiego TKK Pacific Nestle Toruń Fitness (trener – Leszek Szyszkowski) .
Źródło 

## Nagrody
- Nagroda na Najpopularniejszego Sportowca Regionu Częstochowskiego w roku 2010 przyznawana przez Regionalną Radę Polskiego Komitetu Olimpijskiego w Częstochowie
- Nagroda Fair Play przyznana przez Panią Beatę Oczkowicz na Ogólnopolskim Kolarskim Kryterium Ulicznym w Jędrzejowie.

## Kluby i grupy zawodowe
- Kolejarz Jura Częstochowa (2000 – 31 grudnia 2015)[5]
- TKK Pacific Nestle Toruń Fitness (1 stycznia 2016 – nadal)[3] .